# 胡忠 (正德進士)
胡忠（1465年—1533年），字企周，南直隶常州府宜興縣人，明朝政治人物。

## 生平
治《詩經》，行三，由國子生中式弘治十一年（1498年）應天府鄉試舉人，年四十四歲中式正德三年（1508年）戊辰科會試第二百二十一名，第二甲第五十一名進士。由进士初授户部主事，升户部署郎中事员外郎，十年（1515年）九月充副使，册封通判王纶女王氏为益世子妃。晉户部郎中，十六年（1521年）九月升广西左参议。嘉靖初升湖广左参政，六年（1527年）四月升陕西右布政使，八年二月入觐，升左布政，九年（1530年）二月升都察院右副都御史、巡抚延绥等处，時延绥发生饥荒，四月为巡按陕西御史王仪上言胡忠非应变材，乞行改任，遂免官致仕。十二年（1533年）十二月賜祭葬。

## 家族
曾祖胡瑾三。祖胡九淵。父胡申，學正贈刑部主事。母周氏，封太安人。永感下，兄胡孝（知府）、弟胡信。